# 더블 트러블 (텔레비전 프로그램)
《더블 트러블》은 2021년 12월 24일부터 2022년 3월 4일까지 방영된 대한민국의 웹 프로그램이다. 왓챠에서 제작하는 대한민국의 두번째 예능 프로그램이다.

## 진행자
- 김지석
- 장도연

## 출연자
- 임슬옹 (2AM)
- 장현승
- 태일 (블락비)
- 인성 (SF9)
- 김동한 (위아이)
- 공민지
- 효린
- 초아
- 전지우 (카드)
- 먼데이 (위클리)